# پراگ ۵
پراگ ۵ (به لاتین: Prague 5) یک منطقهٔ مسکونی در جمهوری چک است که در پراگ واقع شده‌است. پراگ ۵ ۲۷٫۵۰ کیلومتر مربع مساحت و ۸۵٬۱۸۲ نفر جمعیت دارد.